# Vaejovis franckei
Espèce
Vaejovis franckei est une espèce de scorpions de la famille des Vaejovidae.

## Distribution
Cette espèce est endémique du Mexique. Elle se rencontre en Oaxaca et au Veracruz.

## Description
Vaejovis franckei mesure de 19 à 26 mm.

## Étymologie
Cette espèce est nommée en l'honneur d'Oscar F. Francke.

## Publication originale
- Sissom, 1989 : « Systematic studies on Vaejovis granulatus Pocock and Vaejovis pusillus Pocock, with descriptions of six new related species (Scorpiones, Vaejovidae). » Revue Arachnologique, vol. 8, no 9, p. 131-157.